# Ahilya bicornigera
Ahilya bicornigera är en stekelart som beskrevs av Gupta 1983. Ahilya bicornigera ingår i släktet Ahilya och familjen brokparasitsteklar. Inga underarter finns listade i Catalogue of Life.